# Johann Heinrich Schulze
Johann Heinrich Schulze (12 de mayo de 1687-10 de octubre de 1744) fue un científico y profesor alemán nacido en Colbitz cuya contribución a la química fotográfica fue descubrir que las sales de plata se oscurecen por la acción de la luz del sol.
Estudió medicina, química, filosofía y teología y se convirtió en profesor de anatomía en la Universidad de Altdorf bei Nürnberg y en la Universidad de Halle.
Su principal descubrimiento fue el ennegrecimiento de las sales de plata bajo el efecto de la luz, en particular comprobó que el cloruro de plata y el nitrato de plata se oscurecen por efecto de la luz y no del calor. En un experimento realizado en 1724 como réplica de otro realizado en 1674 por Christoph-Adolf Balduin disolvió tiza o carbonato cálcico en ácido nítrico tratando de obtener fósforo, sin embargo la mezcla de plata y yeso se ennegrecía por la parte que le daba la luz y al colocar etiquetas con nombres éstos quedaban marcados. Por ello se le puede considerar el primer creador de fotogramas, sin embargo no eran permanentes ya que se deterioraban con el tiempo y desaparecía la imagen.
Publicó sus observaciones con el título Scotophorus pro Phosphoro inventus en la Academia Imperial de Núremberg y asignó el nombre latino Scotophorus que significa «generador de oscuridad» por contraste a Phosphorus o «generador de luz». Su descubrimiento fue muy conocido pero Schulze no continúo investigando aplicaciones por lo que la importancia de su trabajo para la fotografía no se reconoció en su momento en parte como consecuencia de que Schulze no concediese mucha importancia a su descubrimiento.
La extensión de las investigaciones en este campo se deben al químico sueco Carl Wilhelm Scheele que comprobó que los rayos ultravioleta ennegrecían en mayor medida la sales que otras frecuencias del espectro visible.